# Taverne de Moe
 (octobre 2024).
Si vous disposez d'ouvrages ou d'articles de référence ou si vous connaissez des sites web de qualité traitant du thème abordé ici, merci de compléter l'article en donnant les références utiles à sa vérifiabilité et en les liant à la section « Notes et références ».
La Taverne de Moe est un lieu fictif récurrent de la série Les Simpson, habituellement fréquenté par Homer Simpson et ses compagnons. Le propriétaire est Moe Szyslak. La taverne de Moe est flanquée d'un côté du magasin de disques King Toot et, de l'autre, d'une ruelle. Il y a aussi un bar gay The league of extr-horny gentlemen (11e épisode de la Saison 22). À l'intérieur du bar, quelques tables et une cible pour fléchettes. Une petite estrade s'élève au fond de la salle sur laquelle des groupes comme Aerosmith, les Red Hot Chili Peppers ou les B-Sharps se sont produits. L'épisode Le Roi du ring où Moe entraîne Homer à la boxe professionnelle (3e épisode de la saison 8), montre le personnage utiliser les toilettes des femmes comme bureau. Dans l'épisode Bart vend son âme (4e épisode de la saison 7), le bar est transformé en restaurant familial appelé « La mangeoire de l'oncle Moe ». Dans l'épisode Les Maux de Moe (3e épisode de la saison 13) le bar, dont l'enseigne est remplacé par un « M », devient un night-club pour une clientèle branchée. Dans l'épisode Maman de bar (7e épisode de la saison 16), Moe, aidé par Marge, a transformé son bar en pub anglais. Dans l'épisode Moe n'en loupe pas une (11e de la saison 22), Moe, aidé par Waylon Smithers, a transformé son bar en bar gay. Dans l'épisode Notre Homer qui êtes un Dieu (17e épisode de la saison 17): l'énergie qui allume les lumières du bar vient d'Inde, le téléviseur a été fabriqué au Japon, les bières que Moe sert viennent d'Allemagne et la seule chose dans le bar qui a été fabriquée aux États-Unis est le fusil de Moe. On apprend dans l'épisode Mémoire effacée qu'il y a une fresque au plafond du bar.

## Canulars téléphoniques
Les canulars téléphoniques sont des gags téléphoniques que font régulièrement Bart et Lisa Simpson à Moe, le patron du bar. À chaque fois, Bart demande à Moe de lui passer quelqu'un, mais le nom de cette personne est toujours un jeu de mots (sur le modèle de Monsieur et Madame... ont un fils), ce qui fait passer ce dernier pour un idiot devant ses clients. À la fin du gag, Bart et Lisa rigolent. Ces gags sont inspirés des canulars téléphoniques du Tube Bar, une série de canulars basés sur le même principe, enregistrés dans le milieu des années 1970 dans le New Jersey, aux États-Unis.
On peut observer ces canulars dans, entre autres, L'amour à la Simpson, Bart téléphonant à l'établissement pour demander à parler à :
- Version originale :
  - Al Coholic
  - Jack Strap
  - I.P. Freely
  - Seymour Butts
  - Homar Sexual
  - Mike Rotch
  - Amanda Huggenkiss (qui sonne comme Un homme pour embrasser en anglais original)
  - Hugh Jass (Gros cul)
  - Ivana Tinkle (Je veux faire pipi)

- Version française :
  - Al Coolique
  - Jacques Cèlère
  - Sam Lécass
  - Aimé Lesmiches
  - Simon Cussoné
  - Jean Aimarre
  - Lenny Bars
  - Ferdinant Rurt
  - Homer Dalors
  - Homer Sexuel
  - Justin Bobeck Sulmoine
  - Salot Zessell
  - Léo Part (Le seul où Bart s'est fait avoir, il y avait vraiment un Léo Part dans la taverne)
  - Rick Hochet
  - Artie Chaud
  - Mac Équèth
  - Jean Balssèque
  - Moe Vaisaleine
  - James Sapétéoli (Bart abandonne car Homer qui remplace Moe ne comprend pas le jeu)
  - Théo Riblebète (Tenté par Homer)
  - Roger Envidetoi (envoyé par télégramme)

À noter que dans l'épisode 17 de la saison 22, Bart fait un canular par SMS, où il envoie un message à Moe qui dit "J'ai fait l'andouille".

## Les clients
- Homer Simpson, le bar est sa « deuxième maison »
- Barney Gumble, le meilleur ami d'Homer Simpson célibataire et alcoolique (après avoir été initié à la bière par Homer à l'adolescence). Son addiction à l'alcool est la source de bon nombre de plaisanteries
- Joey Jo-Jo Junior Shabadoo porte le pire nom jamais entendu par Moe. C'est l'ami de Barney et l'un des associés de la taverne de Moe. Homer a utilisé son nom dans un épisode
- Lenny Léonard, Carl Carlson et parfois Charlie, des collègues d'Homer travaillant également à la centrale nucléaire de Springfield, fréquentent aussi la taverne de Moe.
- Sam et Larry
- Ruth Powers (une des rares femmes à boire chez Moe)
- Patty et Selma Bouvier (dans certains épisodes)